# Cestas
Cestas är en kommun i departementet Gironde i regionen Nouvelle-Aquitaine i sydvästra Frankrike. Kommunen ligger i kantonen Gradignan som tillhör arrondissementet Bordeaux. År 2022 hade Cestas 16 757 invånare.

## Befolkningsutveckling
Antalet invånare i kommunen Cestas
Referens:INSEE